# Ivan Wurglics
Ivan Wurglics (* 9. August 1924 in Markt Sankt Martin; † 13. April 2002) war ein österreichischer Politiker (SPÖ) und Landesbeamter. Wurglics war von 1975 bis 1985 Abgeordneter zum Burgenländischen Landtag.

## Leben und Beruf
Ivan Wurglics wurde als Sohn des Bahnhofsvorstandes Ferdinand Wurglics geboren, wobei sein Vater zunächst in Markt St. Marin und später in Oberwart bzw. Güssing eingesetzt war. Er besuchte nach der Volksschule in Oberwart und Güssing die erste Klasse der Hauptschule in Güssing und wechselte danach an das evangelische Regalgymnasium in Oberschützen. Wurglics beendete seine Schulausbildung 1943 mit einem Abgangszeugnis mit Reifeklausel und diente danach zwischen 1943 und 1945 in der Wehrmacht. Beruflich war er nach dem Ende des Krieges zunächst von 1946 bis 1947 als Englischlehrer tätig, ab 27. Oktober 1974 war er Beamter der Burgenländischen Landesregierung an der Bezirkshauptmannschaft Güssing. Er wurde 1962 zum Amtssekretär, 1966 zum Amtsrat und 1972 zum Oberamtsrat ernannt. Wurglics ging 1985 in Pension.

## Politische Tätigkeit
Wurglics trat im November 1945 der SPÖ bei und engagierte sich in der Sozialistischen Jugend. Er wurde 1950 in den Gemeinderat von Güssing gewählt, dem er bis 1985 angehörte. Er war zudem ab 1964 Vizebürgermeister bzw. Stadtrat. Innerparteilich war er zudem ab 1951 Mitglied des SPÖ-Bezirksausschusses und ab 1972 Obmann der SPÖ-Stadtorganisation Güssing. Des Weiteren wirkte er zwischen 1966 und 1985 als Vorstandsmitglied der Oberwarter Bau- und Siedlungsgenossenschaft und war Gründungsmitglied der Kulturvereinigung Güssing. Wurglics vertrat die SPÖ zwischen dem 6. November 1975 und dem 1. Oktober 1985 im Landtag.